# Lucerne (plante)
 For alternative betydninger, se Lucerne. (Se også artikler, som begynder med Lucerne)
Lucerne (Medicago sativa), også kendt som Alfalfa, er en flerårig, urteagtig blomsterplante af ærteblomstfamilien. Den dyrkes som vigtig foderafgrøde i mange lande verden over. Af udseende minder den overfladisk om kløver med violette blomster. Desuden regnes den for at være en helseplante.

## Kendetegn
Lucerne er en flerårig, urteagtig plante i ærteblomstfamilien. Væksten er opret og busket med kantede stængler. Bladene er spredt stillede med trekoblede småblade. Disse er omvendt ægformede og græsgrønne på begge sider. Blomstringen foregår over en lang periode af sensommeren (juli-september). Ved den tid finder man blomsterne samlet 5-40 i kompakte klaser, De enkelte blomster er uregelmæssige og opbygget, som det er almindeligt i denne familie. Hos den dyrkede form har de enkelte blomster violette kronblade og lysegrønne bægerblade. Frugten er krum eller snoet snegleagtigt. Den springer op ved modenhed og kaster de sortbrune frø.
Rodsystemet består af en dybtgående pælerod med mange, grove siderødder. På rødderne findes knoldagtige udvækster. Her har planten skabt betingelser for samlivet med bakterier af slægten Rhizobium. På den måde forsyner bakterierne planten med biologisk tilgængeligt kvælstof, mens den selv skaffer bakterierne alle nødvendige mineraler og organiske stoffer.

## Underarter
Arten er opdelt i tre underarter:
Lucerne (Medicago sativa ssp. sativa), der bliver op til 80 cm høj og ca. 50 cm i diameter. Dette er den dyrkede form af arter, og den har – som nævnt – violette blomster.
Seglsneglebælg (Medicago sativa ssp. falcata), der bliver op til 50 cm høj og ca. 30 cm i diameter. Dette er den vildt voksende form, som har gule blomster.
Sandlucerne (Medicago sativa ssp. xvaria), er en spontant opstået krydsning mellem de to ovennævnte underarter (Medicago sativa ssp. sativa x Medicago sativa ssp falcata). Den er dog ikke særligt almindelig.

## Hjemsted
Plantens oprindelige hjemsted er ukendt, men formodes at være et sted ved den østlige ende af Middelhavet og i de tilgrænsende dele af Mellemøsten. Den er tilpasset tør og sandet bund med et højt indhold af kalk, og derfor findes den mest forvildet i de lerede og kalkrige jorde i det nordlige og østlige Danmark. Den vildtvoksende underart har de samme jordbundskrav, men er tilsyneladende mere udbredt end den dyrkede underart .
I strandoverdrevet Gisseløre på Røsnæs findes arten sammen med bl.a.
aksærenpris, dansk astragel, knoldranunkel, liden sneglebælg, markbynke, nikkende kobjælde, seglsneglebælg, skræntstar og soløjealant

## Galleri
|  |  |  |
|  |  |  |

## GMO
Lucerne er blevet genetisk modificeret, så den dyrkede variant er resistent overfor ukrudtsmidlet glyfosat, og den forhandles (i Nordamerika) under betegnelsen ”RoundupReady”